# Пауссу
Па́уссу (карел. Paussu, фин. Paussu) — деревня в Питкярантском районе Республики Карелия. Входила в состав упразднённого в 2023 году Ляскельского сельского поселения.

## Общие сведения
Расположена на берегу реки Алатсоя (фин. Alatsoja) вблизи автодороги Сортавала — Олонец.

## Население
| 2002 | 2009 | 2010 | 2013 |
| ---- | ---- | ---- | ---- |
| 0    | →0   | →0   | →0   |